# Baixo Sava

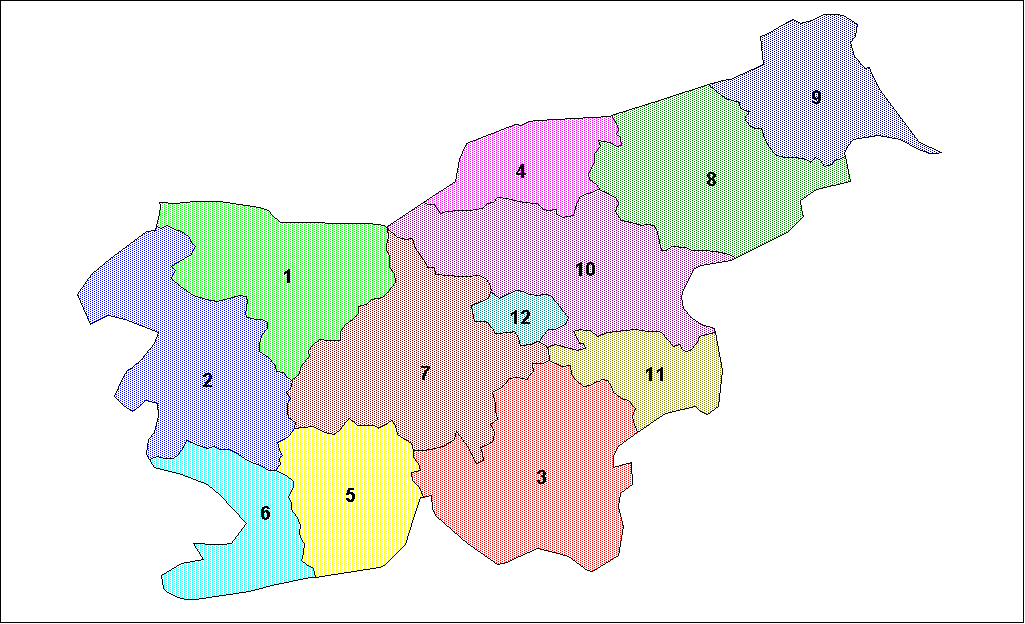
Baixo Posavje (nº 11, em verde), região estatística da Eslovénia

A região do Baixo Sava ou do Baixo Posavje (em esloveno:  Spodnjeposavska regija) é uma das doze regiões estatísticas em que se subdivide a Eslovénia. Em finais de 2005, contava com uma população de 69 899 habitantes.
É composta pelos seguintes municípios:
- Bistrica no Sotli (Bistrica ob Sotli)
- Brežice
- Kostanjevica no Krka (Kostanjevica na Krki)
- Krško
- Radeče
- Sevnica